# Glaessneropsidae
Glaessneropsidae is een uitgestorven familie van de superfamilie Glaessneropsoidea uit de infraorde krabben en omvat de volgende geslachten: 
- Ekalakia  †  Bishop, 1976
- Glaessneropsis  †  Patrulius, 1959
- Rathbunopon  †  Stenzel, 1945
- Vectis  †  Withers, 1946
- Verrucarcinus  †  Schweitzer & Feldmann, 2009